# Kasper Winther Jørgensen
Kasper Winther Jørgensen (ur. 21 marca 1985 w Kopenhadze) – duński wioślarz, brązowy medalista olimpijski, mistrz świata.

## Osiągnięcia
- Mistrzostwa świata U-23 – Amsterdam 2005 – czwórka podwójna wagi lekkiej – 4. miejsce
- Mistrzostwa świata – Eton 2006 – ósemka wagi lekkiej – 4. miejsce
- Mistrzostwa świata – Monachium 2007 – dwójka bez sternika wagi lekkiej – 12. miejsce
- Mistrzostwa świata – Linz 2008 – dwójka bez sternika wagi lekkiej – 8. miejsce
- Mistrzostwa świata – Poznań 2009 – czwórka bez sternika wagi lekkiej – 2. miejsce
- Mistrzostwa Europy – Montemor-o-Velho 2010 – czwórka bez sternika wagi lekkiej – 5. miejsce
- Mistrzostwa świata – Hamilton 2010 – czwórka bez sternika wagi lekkiej – 9. miejsce
- Mistrzostwa świata – Bled 2011 – czwórka bez sternika wagi lekkiej – 5. miejsce
- Igrzyska olimpijskie – Londyn 2012 – czwórka bez sternika wagi lekkiej – 3. miejsce.
- Mistrzostwa Europy – Sewilla 2013 – czwórka bez sternika wagi lekkiej – 1. miejsce
- Mistrzostwa świata – Chungju 2013 – czwórka bez sternika wagi lekkiej – 1. miejsce
- Mistrzostwa Europy – Belgrad 2014 – czwórka bez sternika wagi lekkiej – 1. miejsce
- Mistrzostwa świata – Amsterdam 2014 – czwórka bez sternika wagi lekkiej – 1. miejsce